# Oost-Pruisisch voetbalkampioenschap 1922/23
In 1922/23 werd het achtste Oost-Pruisisch voetbalkampioenschap gespeeld, dat georganiseerd werd door de Baltische voetbalbond.
VfB Königsberg werd kampioen en plaatste zich voor de Baltische eindronde. Ook hier werd de club kampioen en plaatste zich zo voor de eindronde om de Duitse landstitel. In de halve finale verloor de club van Hamburger SV.

## Reguliere competitie

### Bezirksliga Königsberg
| Plaats | Club                             | Wed. | W  | G | V | Saldo | Ptn. |
| ------ | -------------------------------- | ---- | -- | - | - | ----- | ---- |
| 1.     | VfB Königsberg                   | 11   | 11 | 0 | 0 | 52:5  | 22   |
| 2.     | SV Rasensport-Preußen Königsberg | 11   | 5  | 2 | 4 | 28:18 | 12   |
| 3.     | SV Concordia Königsberg          | 12   | 5  | 2 | 5 | 16:18 | 12   |
| 4.     | SV Prussia-Samland Königsberg    | 11   | 5  | 1 | 5 | 18:24 | 11   |
| 5.     | MTV Ponarth                      | 10   | 3  | 2 | 5 | 17:23 | 8    |
| 6.     | SpVgg ASCO Königsberg            | 11   | 2  | 3 | 6 | 17:31 | 7    |
| 7.     | SV Baltia Königsberg             | 12   | 2  | 2 | 8 | 12:41 | 6    |

|  | Kampioen, geplaatst voor eindronde     |
|  | Kwalificatieronde voor volgend seizoen |

#### Kwalificatieronde
| Datum      | Team 1               | Uitslag | Team 2               |
| ---------- | -------------------- | ------- | -------------------- |
| 18-02-1923 | Marine-SV Pillau     | 2:1     | SC Hansa Königsberg  |
| 25-02-1923 | SV Baltia Königsberg | 2:1     | Marine-SV Pillau     |
| 27-05-1923 | SC Hansa Königsberg  | 2:0     | SV Baltia Königsberg |

Na de laatste wedstrijd besliste de bond dat Baltia in de eerste klasse mocht blijven en dat Hansa mocht promoveren.

### Bezirksliga Tilsit-Memel
| Plaats | Club                     | Wed. | W | G | V | Saldo | Ptn. |
| ------ | ------------------------ | ---- | - | - | - | ----- | ---- |
| 1.     | Sportabteilung MTV Memel | 2    | 1 | 1 | 0 | 4:2   | 3    |
| 2.     | SC Lituania Tilsit       | 2    | 0 | 1 | 1 | 2:4   | 1    |

|  | Kampioen, geplaatst voor eindronde |

### Bezirksliga Insterburg-Gumbinnen
| Plaats | Club                  |
| ------ | --------------------- |
| 1.     | FC Preußen Gumbinnen  |
| 2.     | SC Preußen Insterburg |
| 3.     | SV Insterburg         |
| 4.     | SV Stallupönen        |

|  | Kampioen, geplaatst voor eindronde |

### Bezirksliga Südostpreußen
Onderstaande is de laatst bekende rangschikking. VfB Osterode is naar de eindronde gegaan. 
| Plaats | Club                     | Wed. | W | G | V | Saldo | Ptn. |
| ------ | ------------------------ | ---- | - | - | - | ----- | ---- |
| 1.     | Osteroder SC 1908        | 4    | 2 | 1 | 1 | 8:5   | 5    |
| 2.     | VfB Osterode             | 2    | 1 | 1 | 0 | 3:2   | 3    |
| 3.     | SV Viktoria Allenstein   | 2    | 1 | 0 | 1 | 4:4   | 2    |
| 4.     | SV Hindenburg Allenstein | 3    | 1 | 0 | 2 | 5:6   | 2    |
| 5.     | SV 1910 Allenstein       | 1    | 0 | 0 | 1 | 0:3   | 0    |

|  | Kampioen, geplaatst voor eindronde |

### Bezirksliga Masuren
Enkel de twee eerste teams zijn bekend. 
| Plaats | Club             |
| ------ | ---------------- |
| 1.     | Masovia Lyck     |
| 2.     | SV Sensburg 1920 |

|  | Kampioen, geplaatst voor eindronde |

### Bezirksliga Ostpreußen West
| Plaats | Club                 | Wed. | W | G | V | Saldo | Ptn. |
| ------ | -------------------- | ---- | - | - | - | ----- | ---- |
| 1.     | SV Viktoria Elbing   | 6    | 5 | 0 | 1 | 16:6  | 10   |
| 2.     | Elbinger SV 1905     | 5    | 3 | 1 | 1 | 9:3   | 7    |
| 3.     | Marienburger SV 1905 | 8    | 3 | 1 | 4 | 19:19 | 7    |
| 4.     | VfR Hansa Elbing     | 6    | 3 | 0 | 3 | 13:15 | 6    |
| 5.     | SV Marienwerder      | 5    | 0 | 0 | 5 | 2:16  | 0    |

|  | Kampioen, geplaatst voor eindronde |

### Bezirksliga Ostpreußen Mitte
Uit de Bezirksliga Ostpreußen Mitte is enkel de kampioen Rastenburger SV bekend.

## Eindronde

### Groep 1
| Plaats | Club                 | Wed. | W | G | V | Saldo | Ptn. |
| ------ | -------------------- | ---- | - | - | - | ----- | ---- |
| 1.     | VfB Königsberg       | 2    | 1 | 1 | 0 | 6:2   | 3:1  |
| 2.     | MTV Memel            | 2    | 0 | 2 | 0 | 4:4   | 2:2  |
| 3.     | FC Preußen Gumbinnen | 2    | 0 | 1 | 1 | 2:6   | 1:3  |

|  | Geplaatst voor de finale |

### Groep 2
| Plaats | Club               | Wed. | W | G | V | Saldo | Ptn. |
| ------ | ------------------ | ---- | - | - | - | ----- | ---- |
| 1.     | Masovia Lyck       | 3    | 3 | 0 | 0 | 3:2   | 6:0  |
| 2.     | SV Viktoria Elbing | 3    | 1 | 1 | 1 | 10:5  | 3:3  |
| 3.     | Rastenburger SV    | 3    | 1 | 0 | 2 | 0:6   | 2:4  |
| 4.     | VfB Osterode       | 3    | 0 | 1 | 2 | 2:2   | 1:5  |

|  | Geplaatst voor de finale |

### Finale
|                  |                |       |              |            |
| 22 november 1922 | VfB Königsberg | 7 – 1 | Masovia Lyck | Königsberg |
| 22 november 1922 |                |       |              | Königsberg |

Masovia Lyck protesteerde tegen de uitslag van de wedstrijd omdat het veld onbespeelbaar was, waardoor er een nieuwe wedstrijd gespeeld werd.
|                 |                |        |              |            |
| 4 februari 1923 | VfB Königsberg | 13 – 0 | Masovia Lyck | Königsberg |
| 4 februari 1923 |                |        |              | Königsberg |